# Ursula Steiger
Ursula Steiger es una esquiadora paralímpica austríaca.

## Carrera
Representó a Austria en los Juegos Paralímpicos de Invierno de 1976 y 1980. En total ganó una medalla de plata y tres medallas de bronce en esquí alpino. 

## Palmarés
| Año  | Competencia                          | Ubicación            | Posición      | Evento                        | Registro |
| ---- | ------------------------------------ | -------------------- | ------------- | ----------------------------- | -------- |
| 1976 | Juegos Paralímpicos de Invierno 1976 | Örnsköldsvik, Suecia | segundo lugar | Eslalon femenino I            | 1: 48.05 |
| 1976 | Juegos Paralímpicos de Invierno 1976 | Örnsköldsvik, Suecia | 3.º           | Eslalon Gigante de Mujer I    | 1: 48,62 |
| 1976 | Juegos Paralímpicos de Invierno 1976 | Örnsköldsvik, Suecia | tercer lugar  | Combinación Alpina Femenina I | 1: 55,48 |
| 1980 | Juegos Paralímpicos de Invierno 1980 | Geilo, Noruega       | tercer lugar  | Eslalon femenino 1A           | 1: 35.03 |